# Джерело б/н (Дубриничі)
Джерело б/н — гідрологічна пам'ятка природи місцевого значення. Об'єкт розташований на території Перечинського району Закарпатської області, с. Дубриничі, урочище «Шахове».
Площа — 0,3 га, статус отриманий у 1984 році.